# Специальное задание
«Специальное задание» (также известен как «Пастух»; англ. The Shepherd: Border Patrol) — боевик 2008 года, главную роль в котором исполнил Жан-Клод Ван Дамм.

## Сюжет
Бывшие наёмники спецподразделения американских войск разрабатывают план по ввозу на территорию США колоссальной партии наркотиков. Воодушевлённые быстрой наживой, они пытаются осуществить переправку героина через мексиканскую границу. И единственный, кто встаёт у них на пути — это патрульный государственной пограничной службы Джек Рабидо (Жан-Клод Ван Дамм).
Он — бывший полицейский, работающий под прикрытием и имеющий лицензию на убийство, стремится пресечь деятельность картеля и утолить свою жажду… Жажду справедливости, которая наряду со спецподготовкой не оставит ни малейшего шанса на пощаду ни вероломным чиновникам, ни отъявленным отморозкам по обе стороны границы...

## В ролях
- Жан-Клод Ван Дамм — Джек Рабидо
- Натали Робб[англ.] — капитан Рамона Гарсия
- Лорд, Стивен[англ.] — Бенджамин Майерс
- Скотт Эдкинс — Карп
- Гари МакДональд[англ.] — Билли Паунэлл
- Бьянка Бри — Кэсси Рабидо
- Андре Бернар[англ.] — Лекси
- Дэн Дэвис[англ.] — Эмиль
- Майлз Андерсон[англ.] — мэр Артур Пеннингтон